# William Worthington

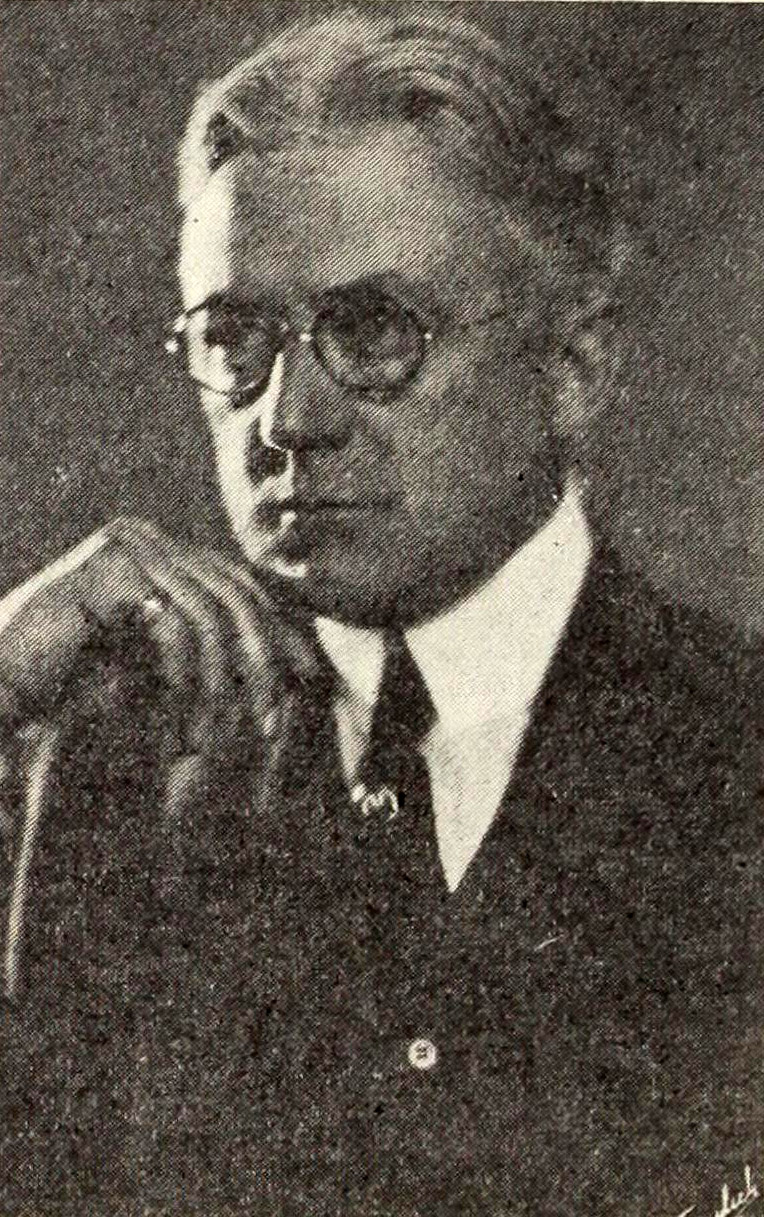
William Worthington en 1921

William Worthington (8 de abril de 1872 – 9 de abril de 1941) fue un actor y director cinematográfico de nacionalidad estadounidense, cuya carrera transcurrió en buena parte en la época del cine mudo.

## Biografía
Nacido en Troy, Nueva York, Worthington se interesó por las artes escénicas desde joven, iniciando su carrera artística como cantante de ópera y actor teatral. Su debut en el cine como actor tuvo lugar en 1913, y uno de sus filmes más destacados fue Damon and Pythias, estrenado en 1914. 
Desde 1917 a 1925 se centró en la dirección, y fue director de una compañía productora llamada Multicolor, la cual fue adquirida por Cinecolor en 1932. 
William Worthington continuó activo en el cine hasta 1941, año en el que falleció mientras se encontraba en Beverly Hills, California. Fue enterrado en el Cementerio Hollywood Forever, en Hollywood.

## Selección de su filmografía

### Actor
- 1913 : Back to Life, de Allan Dwan
- 1913 : The Barrier of Bars, de Allan Dwan
- 1914 : Damon and Pythias, de Otis Turner
- 1914 : Called Back, de Otis Turner
- 1914 : The Opened Shutters, de Otis Turner
- 1914 : The Spy, de Otis Turner
- 1914 : Samson, de J. Farrell MacDonald
- 1914 : A Prince of Bavaria, de Frank Lloyd
- 1914 : As the Wind Blows, de Frank Lloyd
- 1914 : The Vagabond, de Frank Lloyd
- 1914 : A Page from Life, de Frank Lloyd
- 1914 : The Link That Binds, de Frank Lloyd
- 1914 : The Chorus Girl's Thanksgiving, de Frank Lloyd
- 1921 : High Heels, de Lee Kohlmar
- 1923 : The Green Goddess, de Sidney Olcott
- 1923 : Red Lights, de Clarence G. Badger
- 1926 : Her Honor the Governor, de Chester Withey
- 1926 : Kid Boots, de Frank Tuttle
- 1927 : The Return of Boston Blackie, de Harry O. Hoyt
- 1928 : Good Morning, Judge, de William A. Seiter
- 1928 : Half a Bride, de Gregory La Cava
- 1931 : The Man Who Came Back, de Raoul Walsh
- 1931 : Shipmates, de Harry Pollard
- 1932 : The Trial of Vivienne Ware, de William K. Howard
- 1932 : No More Orchids, de Walter Lang
- 1933 : I Loved a Woman, de Alfred E. Green
- 1933 : Morning Glory, de Lowell Sherman
- 1933 : Sopa de ganso, de Leo McCarey
- 1934 : The World Moves On, de John Ford
- 1934 : The Man Who Reclaimed His Head, de Edward Ludwig
- 1934 : Flirtation Walk, de Frank Borzage
- 1934 : You Can't Buy Everything, de Charles Reisner
- 1934 : One Exciting Adventure, de Ernst L. Frank
- 1935 : A Night at the Ritz, de William C. McGann
- 1935 : The Casino Murder Case, de Edwin L. Marin
- 1935 : Cardinal Richelieu, de Rowland V. Lee
- 1935 : Orchids to You, de William A. Seiter
- 1935 : Symphony of Living, de Frank R. Strayer
- 1935 : If You Could Only Cook, de William A. Seiter
- 1935 : Love Me Forever, de Victor Schertzinger
- 1935 : A Notorious Gentleman, de Edward Laemmle
- 1935 : The President Vanishes, de William A. Wellman
- 1935 : Diamond Jim, de A. Edward Sutherland
- 1935 : The Keeper of the Bees, de Christy Cabanne
- 1935 : In Old Kentucky, de George Marshall
- 1935 : Grand Exit, de Erle C. Kenton
- 1935 : Sublime obsesión, de John M. Stahl
- 1936 : Dangerous Intrigue, de David Selman
- 1936 : The Crime of Dr. Forbes, de George Marshall
- 1936 : The Accusing Finger, de James Patrick Hogan
- 1936 : Alibi for Murder, de D. Ross Lederman
- 1936 : The Final Hour, de D. Ross Lederman
- 1937 : The Devil's Playground, de Erle C. Kenton
- 1937 : Man of the People, de Edwin L. Marin
- 1937 : The Toast of New York, de Rowland V. Lee
- 1937 : Woman-Wise, de Allan Dwan
- 1937 : Ready, Willing and Able, de Ray Enright
- 1937 : Battle of Greed, de Howard Higgin
- 1937 : The Great Gambini, de Charles Vidor
- 1937 : Missing Witness, de William Clemens
- 1937 : Alcatraz Island, de William C. McGann
- 1937 : Can This Be Dixie?, de George Marshall
- 1938 : The Beloved Brat, de Arthur Lubin
- 1938 : Forja de hombres, de Norman Taurog
- 1938 : There Goes My Heart, de Norman Z. McLeod
- 1938 : The Amazing Doctor Clitterhouse, de Anatole Litvak
- 1938 : Sweethearts, de W. S. Van Dyke
- 1938 : Ángeles con caras sucias, de Michael Curtiz
- 1938 : Gang Bullets, de Lambert Hillyer
- 1938 : Hollywood Hotel, de Busby Berkeley
- 1938 : Walking Down Broadway, de Norman Foster
- 1938 : A Slight Case of Murder, de Lloyd Bacon
- 1938 : Accidents Will Happen, de William Clemens
- 1938 : A Trip to Paris, de Mal St. Clair
- 1938 : Sergeant Murphy, de William Reeves Easton
- 1938 : I Am the Law, de Alexander Hall
- 1938 : The Chaser, de Edwin L. Marin
- 1938 : Squadron of Honor, de C. C. Coleman Jr.
- 1939 : Amarga victoria, de Edmund Goulding
- 1939 : Mr. Smith Goes to Washington, de Frank Capra
- 1939 : Pride of the Blue Grass, de William C. McGann
- 1939 : Unión Pacífico, de Cecil B. DeMille
- 1939 : First Offenders, de Frank McDonald
- 1939 : Espionage Agent, de Lloyd Bacon
- 1939 : 6,000 Enemies, de George B. Seitz
- 1939 : The Forgotten Woman, de Harold Young
- 1939 : Hawaiian Nights, de Albert S. Rogell
- 1939 : Rio, de John Brahm
- 1940 : Abe Lincoln in Illinois, de John Cromwell
- 1940 : Law and Order, de Ray Taylor
- 1941 : De corazón a corazón, de Mervyn LeRoy

### Director
- 1916 Love Never Dies
- 1916 A Stranger from Somewhere
- 1917 Bringing Home Father
- 1917 The Car of Chance
- 1917 The Clean-Up
- 1917 The Clock
- 1917 The Man Who Took a Chance
- 1917 The Devil's Pay Day
- 1918 His Birthright
- 1918 The Ghost of the Rancho
- 1918 Twenty-One
- 1918 The Beloved Traitor
- 1919 The Courageous Coward
- 1919 A Heart in Pawn
- 1919 The Gray Horizon
- 1919 His Debt
- 1919 The Tong-Man
- 1919 All Wrong
- 1919 Bonds of Honor
- 1919 The Dragon Painter
- 1919 The Illustrious Prince
- 1919 The Man Beneath
- 1920 The Beggar Prince
- 1920 The Silent Barrier
- 1921 The Beautiful Gambler
- 1921 Dr. Jim
- 1921 Go Straight
- 1921 The Greater Profit
- 1921 Opened Shutters
- 1921 The Unknown Wife
- 1922 Afraid To Fight
- 1922 Out of the Silent North
- 1922 Tracked to Earth
- 1923 The Bolted Door
- 1923 Fashionable Fakers
- 1923 Kindled Courage
- 1924 The Girl on the Stairs
- 1925 Beauty and the Bad Man